# Bombesine
Bombesine is een polypeptide van 14 aminozuren en een neurotransmitter. Het werkt in op drie typen G-proteïnereceptoren en speelt, samen met cholecystokinine, een rol bij de negatieve feedback die zorgt voor het onderbreken van eetgedrag. Ook stimuleert het de afgifte van gastrine door de betreffende klieren in de maag.
Bombesine is voor het eerst geïsoleerd uit de huid van een kikker. In zoogdieren zijn twee homologa bekend: de hierboven genoemde neuromedine B en gastrin-releasing peptide. Het polypeptide bestaat uit de volgende sequentie van aminozuren: Glu-Gln-Arg-Leu-Gly-Asn-Gln-Trp-Ala-Val-Gly-His-Leu-Met.
acetylcholine (ACh) · adrenaline · anandamide · aspartaat (Asp) · β-lipoproteïne · bombesine · cholecystokinine (CCK) · corticotropine (ACTH) · dopamine (DA) · dynorfine · endorfine · enkefaline · γ-aminoboterzuur (GABA) · glutamaat (Glu) · glycine (Gly) · histamine · leumorfine · motiline · neurofysine I · neurofysine II · neurokinine A · neurokinine B · neuropeptide A · neuropeptide γ · neuropeptide Y · noradrenaline · peptide YY · serotonine (5-HT) · stikstofoxide (NO) · substantie P